# Кадгерини
Кадгерини — основний клас молекул клітинної адгезії, що забезпечують кальцій-залежне гомофільне з'єднання клітин у щільних тканинах організму. Кадгерини, крім участі в механічному з'єднанні клітин, важливі для розвитку організму, утворення шарів та груп клітин, впізнавання клітин, передачі сигналів. Класичні кадгерини — це перші кадгерини, виділені на окремий підтип. Класичні кадгерини належать великій сім'ї генів, що кодує такі молекули адгезії, як десмосомальний кадгерин, Т-кадгерин. За структурою класичний кадгерин є трансмембранним білком, що існує у формі паралельного димера.

## Класифікація
| субтип                                       | приклад |
| -------------------------------------------- | --- |
| класичні кадгерини                           | Тип I: E-кадгерин, N-кадгерин, P-кадгерин, R-кадгерин, M-кадгерин Тип II: VE-кадгерин, K-кадгерин, CDH7, CDH8, CDH9, CDH10, OB-кадгерин, CDH12, CDH18, CDH20, CDH22, CDH24 |
| десмосомальні кадгерини                      | десмоколлин, десмоглеїн |
| атипові кадгерини                            | T-кадгерин, LI-кадгерин |
| протокадгерин                                | PCDHA4, PCDH1, PCDH8 та ін. |
| асоційовані з кадгеринами сигнальні протеїни | FAT, Flamingo |

## Структура класичних кадгеринів
У структурі класичних кадгеринів виділяють дві частини — позаклітинна та цитоплазматична.

### Структура позаклітинної частини
Класичні кадгерини поділяють на два типи — I та II. Позаклітинна частина обох типів складається з п'яти доменів, що повторюються, які позначають як EC-1-5, залежно від віддаленості домену від N-кінця. Домен EC-1 (повторюваний домен, максимально віддалений від клітини) — відповідає за специфічність утворення контактів, тобто клітини можуть вступати в контакт (Zonula adherens) тільки з клітинами, що експримують ідентичний кадгерин, проте у деяких випадках можливі також гетерофільні контакти між класичними кадгеринами . Специфічність утворення контактів між клітинами є дуже важливою для розвитку організму, зокрема для утворення тканин із клітин. Інші домени EC можуть взаємодіяти з різними партнерами, тим самим забезпечуючи унікальну функціональність кадгеринів. Наприклад, домен EC4 може взаємодіяти з рецептором фактора росту фібробластів (FGFR) .

### Структура цитоплазматичної частини
Цитоплазматична частина кадгеринів є консервативною. До кожного підтипу характерна своя структура. Цитоплазматична частина білка з'єднана з бета-катеніном (плакоглобіном) та білком p120, який стабілізує кадгерин на поверхні клітини . Бета-катенін поєднує цитоплазматичну частину кадгерину з альфа-катеніном. Останній з'єднаний з актином цитоплазматичного скелета. Перелічені білки утворюють стабільний кадгерин-катеніновий комплекс. До цього комплексу приєднуються також деякі інші білки, роль яких поки що недостатньо вивчена.

## Поширення серед груп живих організмів
Кадгерини важливі як простих, так складних організмів. Крім хребетних, комах та нематод, кадгерини трапляються також в одноклітинних організмах, наприклад в хоанофлагелятах, еукаріотичних організмах, наприклад, гідрах, в губках, наприклад, Oscarella carmela ) .